# El pago del tributo (Masaccio)
El tributo es una de las escenas más famosas de los frescos más destacados pintados por Masaccio en la Capilla Brancacci (iglesia de Santa María del Carmine en Florencia). Se enmarca en la pintura del Quattrocento, primera etapa del Renacimiento italiano. Algunos autores han señalado intervenciones de Masolino en esta pintura.  

El tema del conjunto de frescos es la salvación de la Humanidad operada por Jesucristo a través de Pedro. Se narran, por lo tanto, principalmente episodios de la vida de san Pedro, patrón de los marineros y comerciantes del mar. 

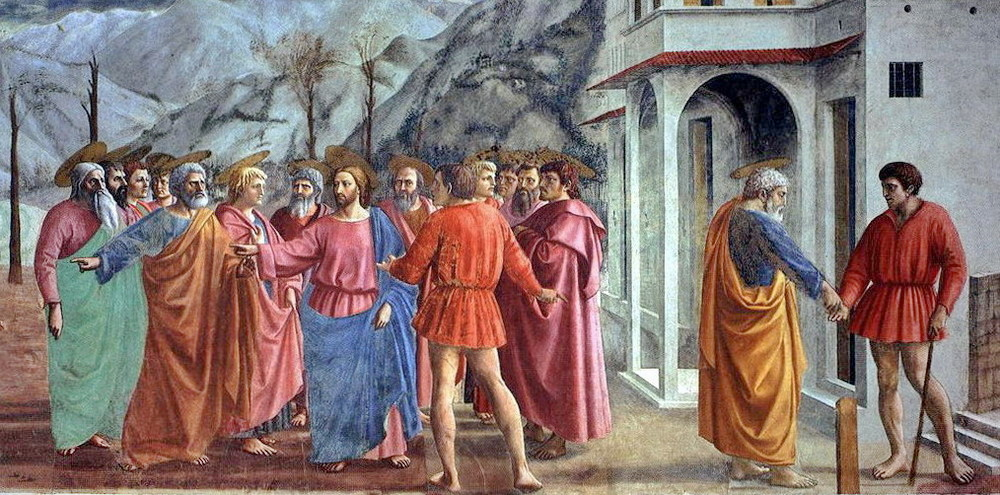
El pago del tributo (detalle), tras la restauración de los años 1980.

El Tributo está en la fila superior del muro lateral izquierdo, junto a La expulsión de Adán y Eva del Paraíso terrenal. 
Las figuras de Jesús y Pedro se muestran en una narrativa en tres partes. Se describe la historia narrada en un pasaje del Evangelio de Mateo (Mateo 17:24-27: al ser solicitado a Jesús y sus discípulos en Cafarnaúm el pago del tributo para el templo, Este ordena a Pedro que pesque un pez, en el cual encontrará la moneda del tributo. 

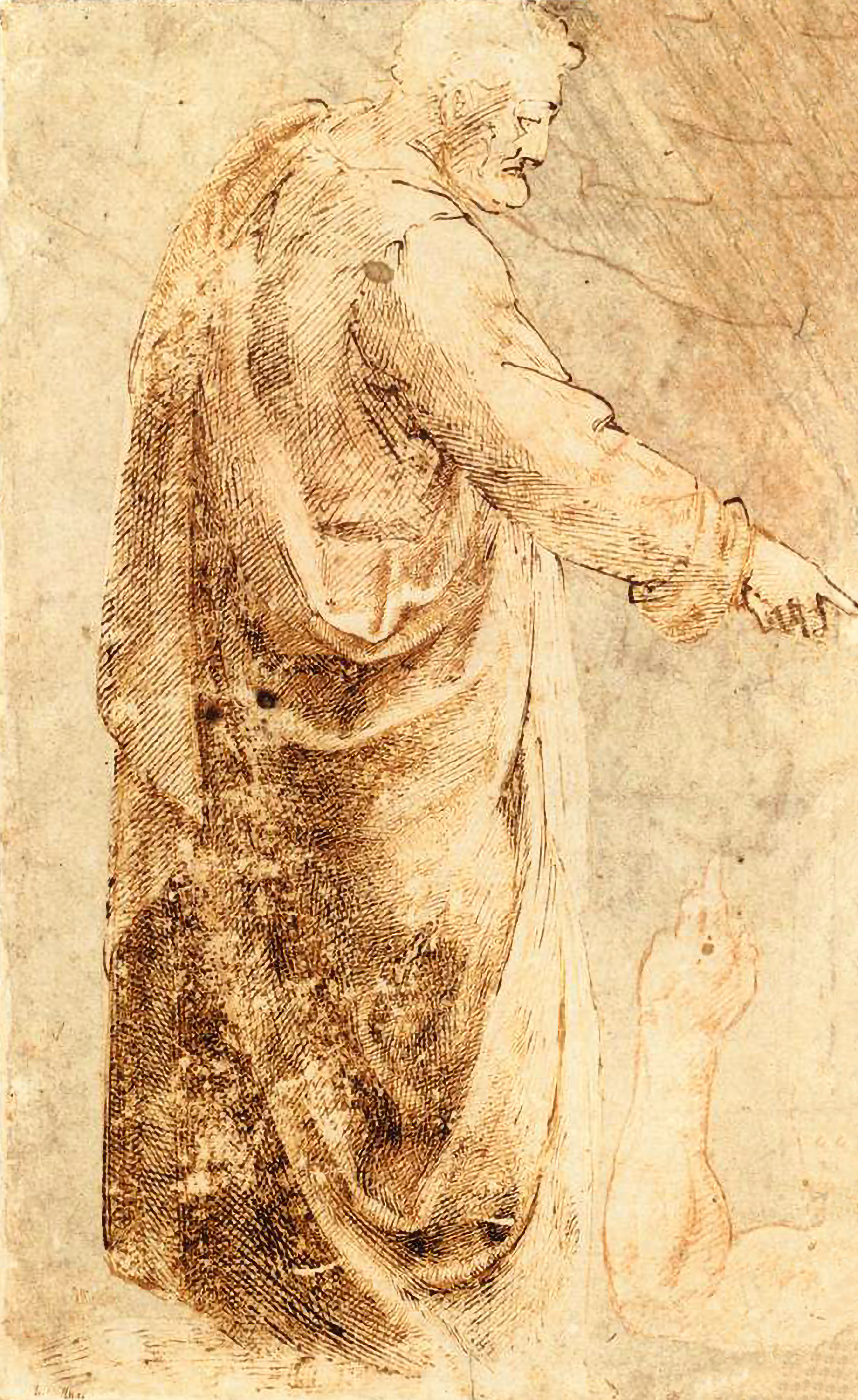
Dibujo de Miguel Ángel de una de las figuras del Tributo de Massaccio conservado en Berlín, Kupferstichkabinett.

Masaccio representa en un solo espacio tres acontecimientos sucesivos. El fresco yuxtapone tres escenas del Evangelio según Mateo que se desarrollan en el tiempo:
- Un recaudador de impuestos (el publicano) reclama un tributo a san Pedro. Este acontecimiento ocupa el centro del fresco. Se ve al cobrador, de espaldas, con una túnica roja, que pide el pago del impuesto, y Jesús ordena a Pedro, con un gesto que el apóstol repite, lo que ha de hacer.
- San Pedro toma una moneda tragada por un pez del lago Tiberíades. Esta escena aparece en el lado de la izquierda.
- San Pedro paga al publicano, según se muestra en el lado derecho. San Pedro y el publicano están ante un edificio en perspectiva.

Hay diversas unidades temporales, pero una misma unidad espacial: perspectiva única, sombras determinadas con la misma inclinación de los rayos del sol, montañas que se difuminan en el horizonte. 
La escena se desarrolla parcialmente en un espacio arquitectónico, construido según las leyes de la perspectiva; más renovador es el paisaje del lago y de las colinas que se despliega en profundidad en tonalidades suaves y que ayuda a destacar, por contraste, las figuras coloreadas de Cristo y de los apóstoles en el primer plano de la escena.
El paisaje y la arquitectura contribuyen a dar unidad al cuadro: las referencias a los montes forman un "paréntesis" para toda la escena; las líneas de fuga de la arquitectura convergen en la cabeza de Cristo.
Los personajes tienen expresiones vivas. Están representados en su conjunto de manera maciza, con formas escultóricas gracias al claroscuro, evocando obras de escultores contemporáneos de Masaccio como Donatello o Nanni di Banco. Ese carácter estatuario de los personajes es propio de la tradición de los pintores florentinos, desde Giotto hasta Miguel Ángel.
La importancia de la pintura radica también en la representación de Jesús con rasgos humanos, y de la misma altura que los discípulos, lo que supone un rechazo revolucionario a la "perspectiva jerárquica" de tratamientos precedentes de temas similares.
Masaccio usa la teoría de colores clásica para enfatizar el espacio en la pintura: los colores cálidos avanzan, los fríos retroceden. Es por ello por lo que pinta a los apóstoles en capas azules y rojas de pie frente a un fondo grisáceo.
En cuanto al tema concreto, parece que se relaciona con el establecimiento del Catastro, el primer impuesto sobre los ingresos de Florencia, en la época en que se estaba ejecutando la pintura. También se ha relacionado con los nuevos intereses marítimos de Florencia. El comitente de la obra, Felice Brancacci, había sido cónsul del mar. Se transmite la idea del mar como fuente de ingresos para la República. Giulio Carlo Argan, sugiere otra interpretación del tema: "Masaccio es demasiado culto y demasiado humanista como para no entender el significado profundo del tema: sólo a Pedro, como jefe de la Iglesia, corresponderá tratar con el mundo, con los poderes terrenales.